# James Milner (1er baron Milner de Leeds)
James Milner (12 août 1889 - 16 juillet 1967), est un homme politique du parti travailliste britannique.

## Biographie
Milner fait ses études à l'Université de Leeds et devient avocat. Il est major pendant la Première Guerre mondiale et est blessé, reçoit la Croix militaire et la barre pour son service. Il est conseiller municipal de Leeds et lord-maire adjoint de Leeds en 1928, et est également président du Parti travailliste de Leeds et président de la Leeds Law Society. Il devient plus tard sous-lieutenant du West Riding of Yorkshire.
Il est élu député travailliste pour Leeds Sud-Est lors d'une élection partielle en août 1929, et sert jusqu'en 1951. Il est président des voies et moyens et vice-président de la Chambre et dirige le groupe britannique de l'Union interparlementaire. Il est nommé conseiller privé en 1945.
En 1951, le président de la Chambre des communes, Douglas Clifton Brown, démissionne. En tant que président de Ways and Means, Milner voulait être le tout premier speaker du Labour. Cependant, les conservateurs, maintenant le parti majoritaire, désignent William Morrison. Le vote s'est déroulé selon les principes du parti - la première fois que le poste fait l'objet d'un scrutin au XXe siècle - et Milner perd. En guise de compensation, il est élevé à la Chambre des lords en tant que baron Milner de Leeds, de Roundhay dans la ville de Leeds, le 20 décembre 1951. Denis Healey le remplace lors de l'élection partielle subséquente.

## Mariage et enfants
Milner épouse Lois Tinsdale Brown le 10 février 1917. Ils ont trois enfants  :
- (Lois Elizabeth Florence) Zaidée Milner (née le 9 janvier 1919, décédée en 1980)
- (Arthur James) Michael Milner (2e baron Milner de Leeds) (né le 12 septembre 1923, décédé le 20 août 2003)
- Shelagh Mary Margaret Milner (née le 8 mars 1925)

Milner meurt en 1967 à l'âge de 77 ans et est remplacé comme baron par son fils unique, Michael.